# Hilario Chi Canul
Hilario Chi Canul (nascut el 16 d'octubre de 1981) és un lingüista mexicà d'ètnia maia que va treballar el 2006 com a traductor i assessor en maia yukatek en la producció del film Apocalypto de Mel Gibson. En 2007 va guanyar el primer premi de la competició del govern mexicà en retòrica lingüística indígena. És professor de llengües maies a la Universitat de Quintana Roo (UQRoo). Ha treballat com a narrador en llengua maia en nombrosos films de caràcter comercial, artístic i educatiu. També està involucrat en el moviment per reviscolar l'herència indígena de Mèxic. Ha donat conferències sobre la seva experiència com a traductor de maia que treballa en la indústria del cinema a diverses universitats americanes.